# Панде Ружин
Панде Ружин е български общественик, член на Струмишката българска община, защитник на българското просветно дело.

## Биография
Ружин е виден струмишки гражданин. Участва във възстановяването на българската община в Струмица в 1881 година и е избран за член на общината. Дава къщата си за българско училище. По време на вълненията при заварянето на училището е арестуван и държан около месец в затвора.